# Flughafen Neubrandenburg
Flughafen Neubrandenburg, ook wel genaamd: Flughafen Neubrandenburg/Trollenhagen of Flughafen Neubrandenburg-Trollenhagen, is een vliegveld in Duitsland, deelstaat Mecklenburg-Voor-Pommeren, in de gemeente Trollenhagen, 6 km ten noorden van de stad Neubrandenburg.
Het vliegveld is nagenoeg uitsluitend per auto bereikbaar over provinciale wegen vanuit de stad Neubrandenburg. Via de luchthaven rijden vanuit Neubrandenburg alleen, op werkdagen in de spitsuren, schoolbussen van en naar het dorp Trollenhagen, dat iets ten noorden van het veld ligt. Het parkeerterrein van het vliegveld ligt aan de zuidkant, richting het Neubrandenburger Datzeviertel en het uitgestrekte volkstuintjescomplex van die stad.
Ten westen van het veld loopt de provinciale weg van Neubrandenburg naar Demmin v.v.. Aan weerszijden hiervan bevinden zich een hotel, diverse (voormalige) kazernes en enkele industrieterreinen.

## Geschiedenis
In 1932 werd bij Neubrandenburg een zweefvliegclub opgericht. In 1934 maakte deze op last van de nazi's plaats voor een militair vliegveld (Fliegerhorst). Vanaf 1939, bij het uitbreken van de Tweede Wereldoorlog, werden er militaire piloten opgeleid, en vanaf circa 1944 was er een filiaal van enige vliegtuigfabrieken. Er werden toestellen gebouwd van het type Arado Ar 234 en Focke-Wulf Fw 190. Dit was reden voor de geallieerden, om dit vliegveld in 1944 drie keer zwaar te bombarderen. Op 29 april 1945 werd het veld veroverd door het Rode Leger. In de jaren na de oorlog werd de vliegbasis door de Russen hersteld.
Van 1949 tot 1956 was het vliegveld in gebruik bij de luchtmacht van de Sovjet-Unie en vanaf 1956 bij de Oost-Duitse luchtmacht. Het was één der belangrijkste militaire vliegbases van de DDR. 
Na de Duitse hereniging was het vliegveld vanaf 1993 bij de Luftwaffe, de Duitse luchtmacht, in gebruik. In datzelfde jaar werd de Flughafen Neubrandenburg/Trollenhagen voor de burgerluchtvaart in gebruik genomen. In 2013 werd het militaire gedeelte van het vliegveld gesloten. 
Daarna is de luchthaven voor verschillende vormen van luchtvaart in gebruik geweest. Ook Ryanair en soortgelijke prijsvechters  hebben er korte tijd gebruik van gemaakt, met name voor chartervluchten naar Zuid-Europese vakantiebestemmingen.

## Huidig gebruik
Het vliegveld wordt veel gebruikt voor vluchten door vliegtuigen en helikopters van de Duitse politie. Avond- en nachtvluchten zijn niet mogelijk.
Het vliegveld beschikt over drie vliegscholen, via welke men ook chartervluchten met kleine sport-, zaken- of hobbyvliegtuigjes kan regelen. Ook is een reparatiehangar aanwezig.